# فائنتسا
شهر فائنتسا (به ایتالیایی: Faenza) با جمعیت ۵۶٬۱۳۱ نفر در ناحیه امیلیا-رومانیا در کشور ایتالیا و در ۵۰ کیلومتری بولونیا مرکز استان صنعتی مزبور واقع شده‌است. این شهر از لحاظ تاریخی به خاطر سرامیک و ظروف سفالی خود مشهور است و موزه بین‌المللی سرامیک در سال ۱۹۰۸ در این شهر تأسیس شده‌است.

## شهرهای خواهر خوانده فائنتسا
- ۱- شهر برجغاک در فرانسه(۱۹۹۸)
- ۲-شهر کاموندن در اتریش(۲۰۰۸)
- ۳-شهر جینگدژن در چین
- ۴-شهر ماروسی در یونان(۱۹۹۲)
- ۵- شهر ریجکا در کرواسی(۱۹۸۳)
- ۶- شهر Schwäbisch Gmünd در آلمان(۲۰۰۱)
- ۷- شهر طلورا از رینا در اسپانیا(۱۹۸۶)
- ۸- شهر تیمسوآرا دررومانی(۱۹۹۱)
- ۹- شهر توکی در ژاپن(۱۹۷۹)

## مشاهیر فائنتسا
- آلفردو ارنی -شاعر و نویسنده(۱۸۵۲ تا ۱۹۰۹)
- رافائل بنداندی -زلزله‌شناس(۱۸۹۳ تا ۱۹۷۹)
- جوزپه اوگانیا -سنگ نگار(۱۸۸۱ تا ۱۹۴۴)
- دومنیکو بازارینی -نقاش و مجسمه‌ساز(۱۸۸۲ تا ۱۹۰۷)
- دیوید کاسانی -مفسر تلویزیون-برنده مسابقات دوچرخه سواری-مدیر ورزشی(۱۹۶۱ تاکنون)
- آنجلو بیانچی -مجسمه‌ساز(۱۹۱۱–۱۹۸۸)

## موزه های فائنتسا

### موزه بین المللی سرامیک فائنتسا
این موزه در سال 1908 توسط گائتانو بالاردینی ، که 8 سال بعد مؤسسه هنری سرامیک G. Ballardini ، که اکنون به او اختصاص داده شده است ، تأسیس شد.
این موزه به یک مرکز مهم تحقیقات و اسناد فرهنگی مهم سرامیک از سراسر جهان تبدیل شده است و می تواند نمونه گسترده ای از آنچه از دوران باستان و کلاسیک تا دوران مدرن تولید شده است را در اختیار عموم قرار دهد.  آثار باستانی کلاسیک از ماقبل تاریخ تا روم - و  آثار باستانی از خاور دور (چین ، ژاپن ، کره) و خاور میانه در آن نگهداری می شود. در طبقه فوقانی سرامیک های فانزا از اواخر قرون وسطا تا رنسانس ارائه شده است.

## دانشگاه
- ایتالیا
- فهرست شهرهای ایتالیا
- فهرست ناحیه‌های ایتالیا